# Laura Hope Crews
Laura Hope Crews (San Francisco, 12 dicembre 1879 – New York, 12 novembre 1942) è stata un'attrice statunitense.

## Biografia
Figlia di un'attrice teatrale, Angelena Lockwood, e di un falegname, John Thomas Crews, iniziò a recitare all'età di quattro anni. Sugli schermi cinematografici, esordisce a 36 anni nel 1915, protagonista in The Fighting Hope, diretta da George Melford per la Jesse L. Lasky Feature Play Company.
La sua interpretazione più famosa è quella della Zia PittyPat in Via col vento. Più attiva a teatro che al cinema ha lavorato a Broadway per gran parte della sua carriera, al momento della sua morte stava recitando in una riduzione di Arsenico e vecchi merletti.
La sua carriera cinematografica inizia nel 1915, ma vi è una pausa significativa fra il 1915 e il 1929 anno in cui ricompare sul grande schermo per continuare a lavorarvi fino a un anno prima della morte per lo più nella parte della matrona.
Muore nel 1942 a New York, all'età di 62 anni.

## Riconoscimenti
Al suo nome è dedicata una stella nella Hollywood Walk of Fame.

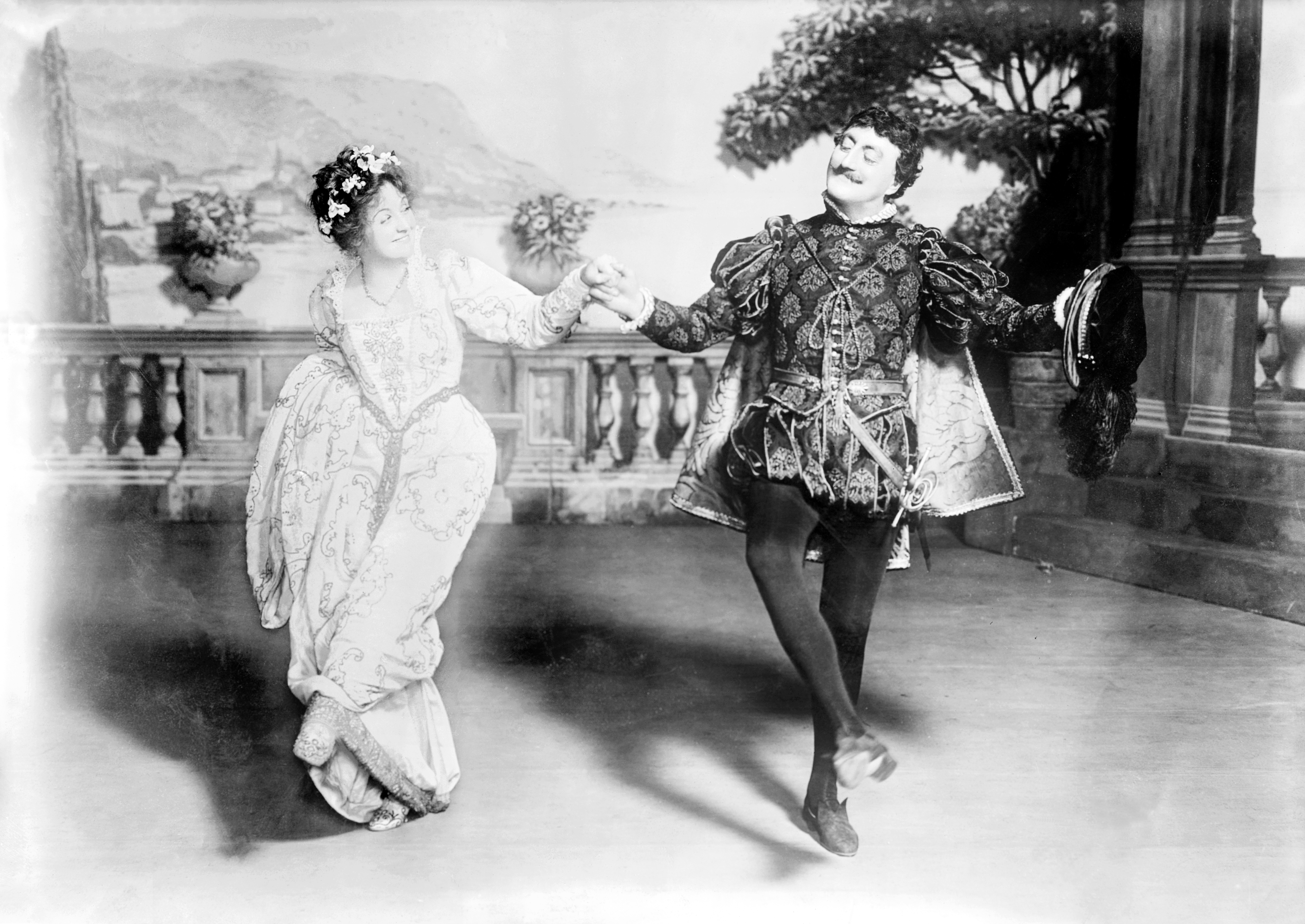
Laura Hope Crews e John Drew, Jr. nei ruoli di Beatrice e Benedetto in un allestimento teatrale di Molto rumore per nulla (1903) di William Shakespeare

## Filmografia
- The Fighting Hope, regia di George Melford (1915)
- Blackbirds, regia di J.P. McGowan (1915)
- Charming Sinners, regia di Robert Milton (1929)
- New Morals for Old, regia di Charles Brabin (1932)
- Out All Night, regia di Sam Taylor (1933)
- The Silver Cord, regia di John Cromwell (1933)
- I Loved You Wednesday, regia di Henry King e William Cameron Menzies (1933)
- Blind Adventure, regia di Ernest B. Schoedsack (1933)
- Rafter Romance, regia di William A. Seiter (1933)
- Sempre nel mio cuore (Ever in My Hearth), regia di Archie Mayo (1933)
- If I Were Free, regia di Elliott Nugent (1933)
- The Age of Innocence, regia di Philip Moeller (1934)
- Lightning Strikes Twice, regia di Ben Holmes (1934)
- La moglie indiana (Behold My Wife), regia di Mitchell Leisen (1934)
- La modella mascherata (Escapade), regia di Robert Z. Leonard (1935)
- The Melody Lingers On, regia di David Burton (1935)
- Her Master's Voice, regia di Joseph Santley (1936)
- Margherita Gauthier (Camille), regia di George Cukor (1936)
- The Road Back, regia di James Whale (1937)
- Confession, regia di Joe May (1937)
- Angelo (Angel) regia di Ernst Lubitsch (1937)
- Dr. Rhythm, regia di Frank Tuttle (1938)
- Io ti aspetterò (The Sisters), regia di Anatole Litvak (1938)
- Thanks for the Memory, regia di George Archainbaud (1938)
- Spregiudicati (Idiot's Delight), regia di Clarence Brown (1939)
- The Star Maker, regia di Roy Del Ruth (1939)
- La grande pioggia (The Rains Came), regia di Clarence Brown (1939)
- Reno, regia di John Farrow (1939)
- Una donna dimenticata (Remember?), regia di Norman Z. McLeod (1939)
- Via col vento (Gone With the Wind), regia di Victor Fleming (1939)
- Notre Dame (The Hunchback of Notre Dame), regia di William Dieterle (1939)
- Alla ricerca della felicità (The Blue Bird), regia di Walter Lang (1940)
- Girl from Avenue A, regia di Otto Brower (1940)
- I'm Nobody Sweetheart's Now, regia di Arthur Lubin (1940)
- La signora dai capelli rossi (Lady with Red Hair), regia di Curtis Bernhardt (1940)
- L'ammaliatrice (The Flame of New Orleans), regia di René Clair (1941)
- Un piede in paradiso (One Foot in Heaven), regia di Irving Rapper (1941)
- New York Town, regia di Charles Vidor (1941)

## Doppiatrici italiane
- Lola Braccini in L'ammaliatrice, Margherita Gauthier (1º ridoppiaggio 1948), Via col vento
- Mignon Cocco in Angelo
- Velia Cruicchi Galvani in Un piede in paradiso
- Giusi Raspani Dandolo in Via col vento (ridoppiaggio 1977)
- Isa Bellini in Margherita Gauthier (2º ridoppiaggio 1983)